# Alexander Henning Hanssen
Alexander Henning Hanssen (Stavanger, 20 februari 1987) is een Noors skeletonster die eerst uitkwam voor Canada.

## Carrière
Hanssen maakte zijn wereldbekerdebuut in het seizoen 2017/18 waar hij 26e eindigde. Het jaar erop werd hij 23e en in het seizoen 2019/20 werd hij 27e.
Hij nam in 2017 voor het eerst deel aan het wereldkampioenschap waar hij 32e werd. In 2019 nam hij opnieuw deel en werd 29e.
Hij nam voor Noorwegen deel aan de Olympische Winterspelen in 2018 waar hij 20e werd.

## Resultaten

### Olympische Spelen
| Jaar | Plaats      | Resultaat |
| ---- | ----------- | --------- |
| 2018 | Pyeongchang | 20e       |

### Wereldkampioenschappen
| Jaar | Plaats    | Resultaat       |
| ---- | --------- | --------------- |
| 2017 | Königssee | 32e Individueel |
| 2019 | Whistler  | 29e Individueel |

### Wereldbeker
Eindklasseringen
| Seizoen   | Rang |
| --------- | ---- |
| 2017/2018 | 26e  |
| 2018/2019 | 23e  |
| 2019/2020 | 27e  |